# Världens befolkning
Världens befolkning är det totala antalet människor på jorden vid en given tidpunkt. Den 15 november 2022 passerade jordens folkmängd 8 miljarder när Vinice Mabansag föddes. Varje minut ökar jordens befolkning med cirka 140 personer. 2018 bedömde de flesta demografer att jordens befolkning kommer att börja plana ut under andra halvan av detta århundrade, och nå över 10 miljarder människor. FN:s prognos från 2017 förutsäger 9,8 miljarder 2050, och 11,2 miljarder 2100, (senare reviderad ner till 10,9 miljarder). Samtidigt förutsäger forskning från University of Washington, publicerad i den medicinska tidskriften The Lancet att världens befolkning blir som störst år 2064, då världens befolkning beräknas uppgå till 9,7 miljarder, för att därefter minska och nå en befolkning på cirka 8,8 miljarder år 2100. Den senares prognos, som förutsäger befolkningsminskning, förklaras i hög grad av den nedgående summerade fruktsamheten. Vidare spås befolkningsminskningen ske i alla världsdelar utom Afrika.
Eftersom många av mänsklighetens största utmaningar (t.ex. klimatförändringar) är starkt kopplade till folkmängden, har frågan om befolkningsökningen fått förnyad aktualitet.

## Befolkningsprognoser

Prognos från 2022 för befolkningsutvecklingen till år 2100

Både för framtida prognoser och historiska uppskattningar av jordens befolkning råder stor osäkerhet. Osäkerhet gäller även de möjliga konsekvenserna av folkmängdens ökning. Det högproduktiva industrialiserade jordbruket är beroende av billig energi (främst olja och naturgas) och detta utgör ett hot mot den framtida matproduktionen, speciellt ifall oljeproduktionstoppen är nära förestående [källa behövs]. Men samtidigt så finns det stora utvecklingsmöjligheter för odling i t.ex. Tanzania där många skördar skördas för hand idag. Ett annat hot mot det industrialiserade jordbruket är de begränsade fyndigheterna av fosfor, vilka beräknas ta slut om 50-100 år och ge jordbruksindustrin problem om ett par decennier.

Beräknad folkmängd i olika världsdelar mellan 1950 och 2050

När jordens befolkning år 1999 passerade 6 miljarder, presenterade Förenta nationerna följande historiska statistik och framtida prognos för jordens befolkning:
| År   | Folkmängd (miljarder) |
| ---- | --------------------- |
| 0    | 0,300                 |
| 1000 | 0,310                 |
| 1250 | 0,400                 |
| 1500 | 0,501                 |
| 1750 | 0,790                 |
| 1800 | 0,980                 |
| 1850 | 1,260                 |
| 1900 | 1,650                 |
| 1910 | 1,750                 |

| År   | Folkmängd (miljarder) |
| ---- | --------------------- |
| 1920 | 1,860                 |
| 1930 | 2,070                 |
| 1940 | 2,300                 |
| 1950 | 2,520                 |
| 1960 | 3,020                 |
| 1970 | 3,700                 |
| 1980 | 4,440                 |
| 1994 | 5,270                 |
| 1999 | 5,980                 |

| År   | Folkmängd (miljarder) |
| ---- | --------------------- |
| 2000 | 6,060                 |
| 2010 | 6,800                 |
| 2020 | 7,700                 |
| 2023 | 8,062                 |

## Historiska uppskattningar
Historiska uppskattningar i olika källor, sammanställda av U.S. Census Bureau, ger följande lägsta och högsta värden på jordens befolkning.  Anmärkningsvärda är den låga ökningstakten under första årtusendet e.Kr. och minskningen på grund av digerdöden omkring år 1350.
| År          | Folkmängd (miljoner) | Folkmängd (miljoner) |
| År          | Lägst                | Högst                |
| ----------- | -------------------- | -------------------- |
| 10000 f.Kr. | 1                    | 10                   |
| 8000 f.Kr.  | 5                    |                      |
| 6500 f.Kr.  | 5                    | 10                   |
| 5000 f.Kr.  | 5                    | 20                   |
| 4000 f.Kr.  | 7                    |                      |
| 3000 f.Kr.  | 14                   |                      |
| 2000 f.Kr.  | 27                   |                      |
| 1000 f.Kr.  | 50                   |                      |
| 500 f.Kr.   | 100                  |                      |
| 400 f.Kr.   | 162                  |                      |
| 200 f.Kr.   | 150                  | 231                  |
| 1 e.Kr.     | 170                  | 400                  |
| 200 e.Kr.   | 190                  | 256                  |
| 400 e.Kr.   | 190                  | 206                  |

| År   | Folkmängd (miljoner) | Folkmängd (miljoner) |
| År   | Lägst                | Högst                |
| ---- | -------------------- | -------------------- |
| 500  | 190                  | 206                  |
| 600  | 200                  | 206                  |
| 700  | 207                  | 210                  |
| 800  | 220                  | 224                  |
| 900  | 226                  | 240                  |
| 1000 | 254                  | 345                  |
| 1100 | 301                  | 320                  |
| 1200 | 360                  | 450                  |
| 1250 | 400                  | 416                  |
| 1300 | 360                  | 432                  |
| 1340 | 443                  |                      |
| 1400 | 350                  | 374                  |
| 1500 | 425                  | 540                  |
| 1600 | 545                  | 579                  |

## Oregistrerade
Alla personer är dock inte registrerade och finns officiellt inte. Enligt en rapport från Unicef som offentliggjordes 2013 har 230 miljoner barn under 5 år förblivit oregistrerade.